# Villanubla
Villanubla es un municipio de la provincia de Valladolid, Castilla y León, cercano a la capital.
En su término municipal se encuentra el Aeropuerto de Valladolid donde se encuentra el Ala 37, en la zona del aeropuerto militar y hace años, en la carretera de Wamba, estaba alojada una unidad de artillería.
También está próximo el Centro penitenciario de Valladolid, aunque no en su término municipal.
Entre sus tradiciones más arraigadas está el paloteo, baile tradicional que se ejecuta con dos palos y cuya estructura musical se basa en estrofas llamadas lazos que se suele interpretar con dulzaina, entre otros instrumentos.
Entre los principales lugares de interés están la Casa de la Inquisición -sólo conserva el escudo grabado a piedra, ya que aloja un edificio de viviendas-, su iglesia románica y el Convento de los Santos -más conocido como La Fuente de Los Ángeles y abierto hace años como cafetería y restaurante-.
El día grande de su fiesta es el 8 de septiembre, y bastante reseñable en estas fechas es la Feria de los Oficios, que se podría decir que es una vuelta a los tiempos de antaño: en su calle principal, la mayor, hay distintos puestos con profesiones como la bruja gitana, el barbero, el confitero o la patrulla de guardias civiles con sus capas.

## Geografía
Está situado en un extremo del extenso páramo que suponen los Montes Torozos, comarca a la que pertenece. Es por ello un terreno bastante llano, práctico para la construcción del aeropuerto, variando un poco por los pequeños arroyos que lo circundan, así como por el río Hontanija. El municipio se alza a 848 m sobre el nivel del mar y dista 14 kilómetros del centro de la capital vallisoletana. Está atravesado por la carretera N-601 entre los pK 199 y 208.
| Noroeste: Peñaflor de Hornija, Valladolid (exclave) | Norte: Valladolid (exclave) | Noreste: Valladolid (exclave), Fuensaldaña |
| Oeste: Wamba                                        |                             | Este: Fuensaldaña                          |
| Suroeste: Wamba                                     | Sur: Ciguñuela, Zaratán     | Sureste: Valladolid                        |

### Clima

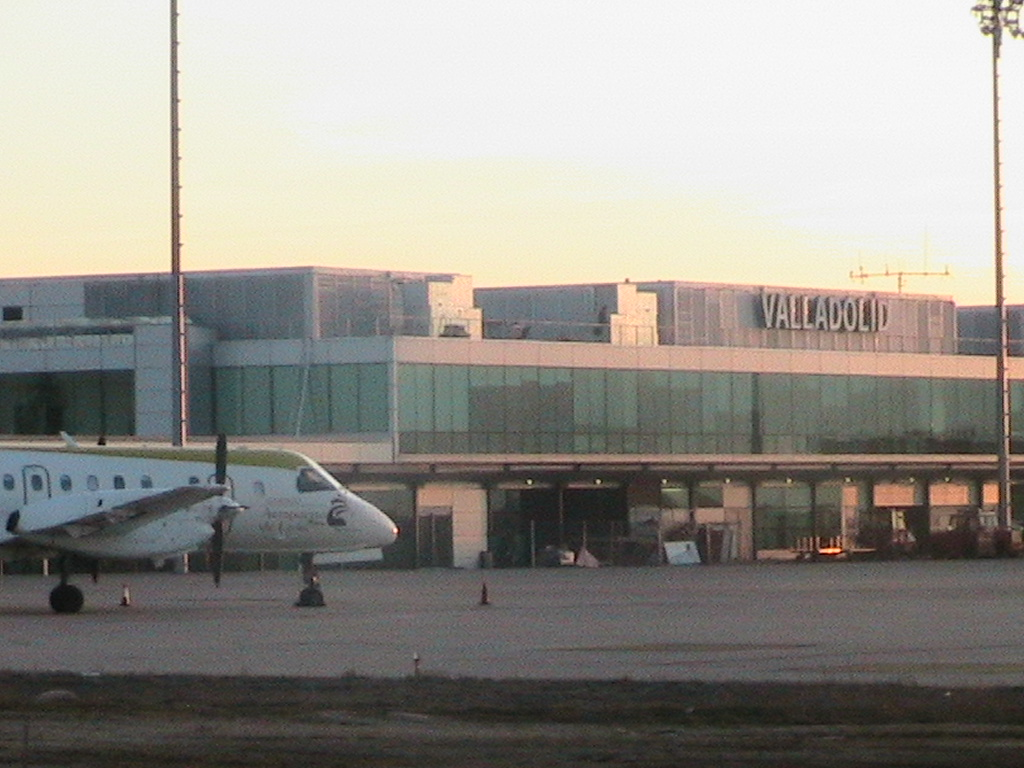
Aeropuerto de Valladolid

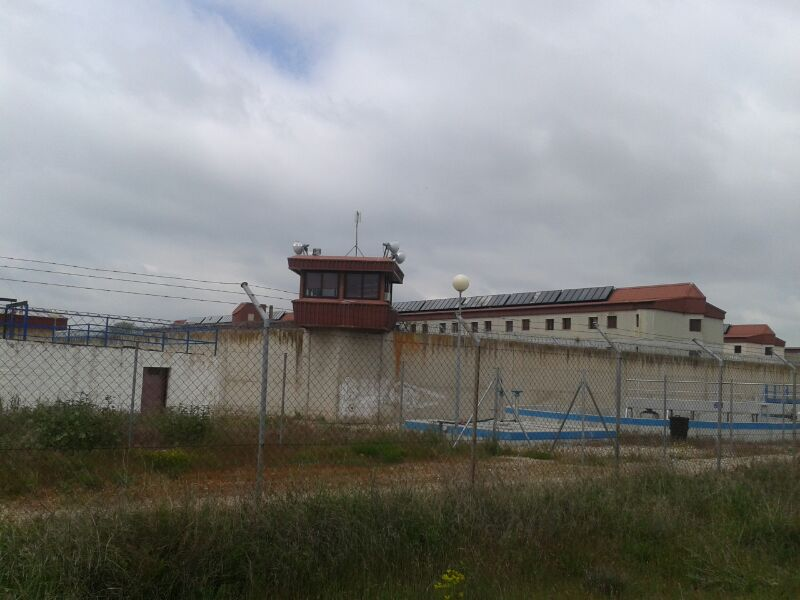
Centro penitenciario de Valladolid

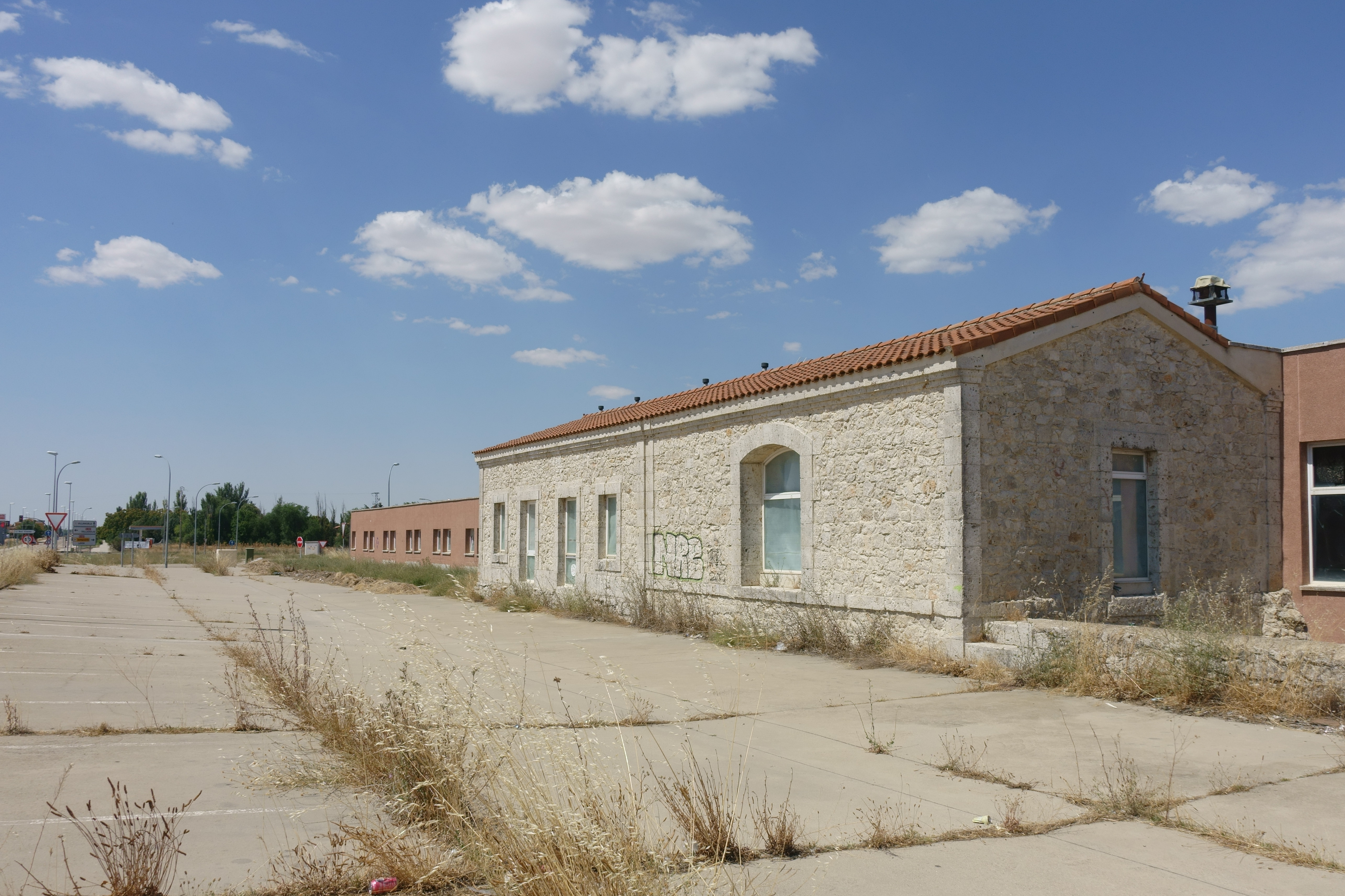
Antigua estación de tren de Villanubla

De acuerdo con la clasificación climática de Koppen, el clima de Villanubla es oceánico mediterráneo (Csb).
| Parámetros climáticos promedio de Observatorio del Aeropuerto de Valladolid (municipio de Villanubla) (846 m s. n. m. ) (Periodo de referencia: 1991-2020, extremos:1938-presente) | Parámetros climáticos promedio de Observatorio del Aeropuerto de Valladolid (municipio de Villanubla) (846 m s. n. m. ) (Periodo de referencia: 1991-2020, extremos:1938-presente) | Parámetros climáticos promedio de Observatorio del Aeropuerto de Valladolid (municipio de Villanubla) (846 m s. n. m. ) (Periodo de referencia: 1991-2020, extremos:1938-presente) | Parámetros climáticos promedio de Observatorio del Aeropuerto de Valladolid (municipio de Villanubla) (846 m s. n. m. ) (Periodo de referencia: 1991-2020, extremos:1938-presente) | Parámetros climáticos promedio de Observatorio del Aeropuerto de Valladolid (municipio de Villanubla) (846 m s. n. m. ) (Periodo de referencia: 1991-2020, extremos:1938-presente) | Parámetros climáticos promedio de Observatorio del Aeropuerto de Valladolid (municipio de Villanubla) (846 m s. n. m. ) (Periodo de referencia: 1991-2020, extremos:1938-presente) | Parámetros climáticos promedio de Observatorio del Aeropuerto de Valladolid (municipio de Villanubla) (846 m s. n. m. ) (Periodo de referencia: 1991-2020, extremos:1938-presente) | Parámetros climáticos promedio de Observatorio del Aeropuerto de Valladolid (municipio de Villanubla) (846 m s. n. m. ) (Periodo de referencia: 1991-2020, extremos:1938-presente) | Parámetros climáticos promedio de Observatorio del Aeropuerto de Valladolid (municipio de Villanubla) (846 m s. n. m. ) (Periodo de referencia: 1991-2020, extremos:1938-presente) | Parámetros climáticos promedio de Observatorio del Aeropuerto de Valladolid (municipio de Villanubla) (846 m s. n. m. ) (Periodo de referencia: 1991-2020, extremos:1938-presente) | Parámetros climáticos promedio de Observatorio del Aeropuerto de Valladolid (municipio de Villanubla) (846 m s. n. m. ) (Periodo de referencia: 1991-2020, extremos:1938-presente) | Parámetros climáticos promedio de Observatorio del Aeropuerto de Valladolid (municipio de Villanubla) (846 m s. n. m. ) (Periodo de referencia: 1991-2020, extremos:1938-presente) | Parámetros climáticos promedio de Observatorio del Aeropuerto de Valladolid (municipio de Villanubla) (846 m s. n. m. ) (Periodo de referencia: 1991-2020, extremos:1938-presente) | Parámetros climáticos promedio de Observatorio del Aeropuerto de Valladolid (municipio de Villanubla) (846 m s. n. m. ) (Periodo de referencia: 1991-2020, extremos:1938-presente) |
| Mes | Ene. | Feb. | Mar. | Abr. | May. | Jun. | Jul. | Ago. | Sep. | Oct. | Nov. | Dic. | Anual |
| --- | --- | --- | --- | --- | --- | --- | --- | --- | --- | --- | --- | --- | --- |
| Temp. máx. abs. (°C) | 17.4 | 23.6 | 25.4 | 29.2 | 33.0 | 38.9 | 39.6 | 39.2 | 37.6 | 32.0 | 23.2 | 19.8 | 39.6 |
| Temp. máx. media (°C) | 7.6 | 10.4 | 14.0 | 16.0 | 20.2 | 25.7 | 29.2 | 28.8 | 24.2 | 18.2 | 11.7 | 8.3 | 17.9 |
| Temp. media (°C) | 3.5 | 4.9 | 7.8 | 9.7 | 13.4 | 17.9 | 20.8 | 20.8 | 17.1 | 12.4 | 7.1 | 4.1 | 11.6 |
| Temp. mín. media (°C) | -0.6 | -0.5 | 1.6 | 3.4 | 6.6 | 10.1 | 12.3 | 12.7 | 9.9 | 6.7 | 2.4 | 0.0 | 5.4 |
| Temp. mín. abs. (°C) | -18.8 | -16.0 | -12.4 | -6.5 | -5.4 | -0.5 | 2.4 | 2.4 | -0.4 | -5.6 | -9.2 | -12.6 | -18.8 |
| Precipitación total (mm) | 40 | 23 | 31 | 44 | 48 | 30 | 14 | 17 | 29 | 58 | 48 | 44 | 426 |
| Días de precipitaciones (≥ 1 mm) | 6.9 | 5.0 | 6.2 | 7.7 | 7.3 | 4.4 | 2.1 | 2.5 | 4.3 | 7.7 | 7.5 | 6.7 | 68.3 |
| Días de nevadas (≥ 0.01 mm) | 2.6 | 2.2 | 0.8 | 0.5 | 0.0 | 0.0 | 0.0 | 0.0 | 0.0 | 0.0 | 0.5 | 0.9 | 7.4 |
| Horas de sol | 112 | 167 | 198 | 234 | 288 | 327 | 372 | 341 | 243 | 189 | 132 | 102 | 2703 |
| Humedad relativa (%) | 87 | 76 | 68 | 66 | 62 | 54 | 46 | 49 | 59 | 73 | 84 | 87 | 68 |
| Fuente: Agencia Estatal de Meteorología | | | | | | | | | | | | | |

Los récords climatológicos más destacados registrados en el observatorio del Aeropuerto de Valladolid desde 1936 para la precipitación, desde 1938 para la temperatura y desde 1961 para el viento, son los siguientes: La temperatura máxima absoluta de 39,4 °C registrada el 24 de julio de 1995, la temperatura mínima absoluta de −18,8 registrada el 3 de enero de 1971, la precipitación máxima en un día de 90,8 mm el 5 de noviembre de 1951, y la máxima racha de viento de 133 km/h registrada el 23 de enero de 1971.

## Demografía
Cuenta con una población de 2915 habitantes (INE 2024).
| Gráfica de evolución demográfica de Villanubla entre 1842 y 2021                                                      |
| |
| Población de derecho según los censos de población del INE. Población de hecho según los censos de población del INE. |

## Véase también

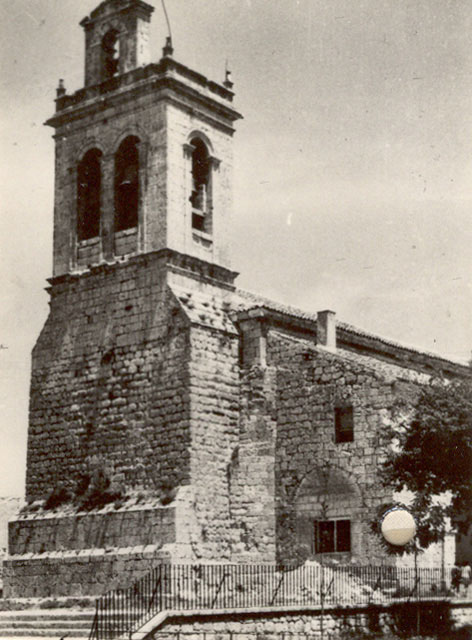
Iglesia de Nuestra Señora de la Asunción